# Nicolas Éloy
Pour les articles homonymes, voir Eloy (homonymie).
Nicolas François Joseph Éloy, né à Mons le 20 septembre 1714 et mort le 10 mars 1788 dans la même ville, est un médecin et écrivain, auteur d'un Dictionnaire historique de la médecine ancienne et moderne.

## Biographie
Nicolas Éloy est le fils de Pierre-Joseph Éloy et d'Anne Hardenpont. Ayant perdu ses parents très jeune, il est élevé par son oncle maternel, qui veille sur son éducation. Il fait ses premières études au Collège d'Houdeng.
Il étudie la philosophie puis la médecine à Louvain, obtenant sa licence en médecine le 3 septembre 1736.
Il va à Paris, où il est l'élève des médecins Jean Astruc et Nicolas Andry de Boisregard. Il assiste à des conférences de chimie, d'anatomie et de botanique et suit assidument les démonstrations médicales de l'amphithéâtre d'anatomie de Saint-Côme, de l'Hôtel-Dieu et de l'hôpital de la Charité.
Éloy revient définitivement à Mons vers la fin de 1737 pour exercer sa profession. Il se marie le 15 juin 1741, avec Jeanne Marguerite, petite-fille d'un typographe de Mons, Gaspard Migeot, dont le nom servit de pseudonyme à des traductions de la Bible en français (comme le Nouveau Testament de Mons), utilisées par les solitaires de Port-Royal. Ils eurent quatre enfants, dont trois restèrent célibataires.
En 1752, il est nommé médecin pensionnaire (payé par la ville) de Mons. En 1754 il devient le conseiller-médecin d'Anne-Charlotte de Lorraine, puis de son frère le duc Charles-Alexandre de Lorraine
. En sus de sa pratique médicale, il consacre ses loisirs à des lectures et recherches historiques médicales, jusqu'à sa mort survenue à Mons, le 10 mars 1788.
En collaboration avec Joseph-Maximilien Duvivier, Alexandre Griez et Honnorez, il rédige un mémoire sur les travaux urgents à réaliser, dans l'intérêt des malades, à l'hôpital de Saint-Nicolas de Mons.
Vers la fin de sa vie, en hommage à son dévouement à la ville de Mons et à ses travaux publiés, les États du Hainaut lui avaient offert une récompense : une tabatière ciselée, en or, portant d'un côté un écusson aux armes du Hainaut avec l'inscription ex domo Patriae et de l'autre côté, un génie figurant la Renommée avec l'inscription Aemulationis incitamentum.
Un portrait de Nicolas Éloy se trouve à Mons, et le catalogue de vente de son imposante bibliothèque personnelle est conservé à la Bibliothèque royale de Belgique.

## Œuvres

### Dictionnaire historique
Son œuvre principale est un vaste dictionnaire de l'histoire de la médecine.
- Dictionnaire historique de la médecine, Liège, J. Bassompière, 1755, 2 vol.  in-8

Ce fut un succès dès sa parution. Le livre est réédité la même année à Francfort, et en 1756 à Paris. Une traduction italienne, corrigée et enrichie, parait à Naples de 1761 à 1765, en 7 volumes. Éloy reçoit de nombreuses félicitations et encouragements à poursuivre son œuvre. Il est nommé membre associé de la Société Royale de Médecine de Paris.
En 22 ans de travail, il refond entièrement la première version, en contrôlant soigneusement toutes ses sources, pour les mettre à disposition du lecteur par de nombreuses références bibliographiques dans chaque article. Dans la préface, il indique clairement son but, son plan et ses méthodes de travail, pour en souligner les difficultés, s'excusant par avance des erreurs inévitables.
Son édition de 1778, en 4 volumes, n'a en commun avec celle de 1755 que le titre. Elle devient une riche documentation médicale, dans laquelle puiseront tous les historiens et biographes du XIXe siècle, beaucoup en le critiquant sur ses erreurs sans reconnaître leurs emprunts.

En 1951, l'historien américain John Farquhar Fulton juge ainsi le Dictionnaire d'Éloy : 

« C'est le prototype qui devait servir de modèle à toutes les bio-bibliographies qui seront publiés dans la suite (...) Cela restera toujours un des grands mystères scientifiques du XVIIIe siècle, que de savoir comment Éloy, confiné dans la petite ville de Mons et ne disposant que de sources limitées d'informations, soit parvenu à composer une bibliothèque d'une telle envergure. »

— (The Great medical Bibliographers)
- Dictionnaire historique de la médecine ancienne et moderne. Ou mémoires disposés en ordre alphabétique pour servir à l'histoire de cette science, et à celle des médecins, anatomistes, botanistes, chirurgiens et chymistes de toutes nations, Mons, Hoyois, 1778[8] > — En ligne :
  - sur Medic@ : t. 1 : A à C ; t. 2 : D à K ; t. 3 : L à P ; t. 4 : Q à Z
  - sur Google Livres : t. 1 : A à C ; t. 2 : D à K ; t. 3 : L à P ; t. 4 : Q à Z
  - Édition moderne en facsimilé, avec une « Introduction relative à la vie d'Éloy » et une documentation bio-bibliographique médicale des XVIIe et XVIIIe siècles par Franz-André Sondervorst, Bruxelles, Éditions Culture et Civilisation, 1973 (OCLC 123180532)

### Autres
En 1750, il publie sous anonymat des Réflexions sur l'usage du thé où il dénonce l'abus de ce breuvage ; un adversaire, lui aussi anonyme, lui ayant répondu la même année par une Apologie du thé, il répliqua par des Réflexions sur une brochure intitulée : « Apologie du thé » (1751), auxquelles l'adversaire riposta par un « supplément à l'Apologie » qui termina le débat. Un commentateur a pu alors conclure que le thé est resté la boisson favorite des Flamands et des Hollandais.
- Réflexions sur l'usage du thé sur Google Livres, Mons, Plon, 1750, in-12, 16 pages.
- Réflexions sur une brochure intitulée : Apologie du thé, Mons, 1751, in-12, 73 pages.

En 1755, il prend une part importante, en collaboration avec des collègues, à la rédaction d'un code pharmaceutique :
- Codex medicamentarius amplissimi senatus Montensis auctoritate munitus, Mons, 1755, in-4.

En 1779, une épidémie de dysenterie, qui dura jusqu'en 1783, frappe Bruxelles et les provinces du Sud. Éloy est chargé de mission par les États du Hainaut, et publie un mémoire sur le sujet :
- Mémoire sur la marche, la nature, les causes et le traitement de la dyssenterie (sic) qui a régné dans plusieurs cantons de la province de Hainaut, en 1779 sur Google Livres, Mons, Hoyois, 1780, in-8.

En 1781, il traite la question du café :
- Examen de la question médico-politique : « si l'usage habituel du café est avantageux ou doit être mis au rang des choses indifférentes à la conservation de la santé, s'il peut se concilier avec le bien de l'état dans les provinces belgiques ou s'il est nuisible et contraire à tous égards », Mons, Hoyois, 1781, in-8[3], 47 p. (OCLC 867446696)

On lui a longtemps attribué un :
- Cours élémentaire des accouchements, distribué en 40 leçons, avec l'exposition sommaire de la manière dont on doit expliquer dans chacune d'elles, par ordre des États du Pays et Conté (sic) de Hainaut, Mons, 1775[3], 1782 et 1793, in-12.

Mais le manuscrit de ce cours ayant été retrouvé, portant le nom de Henri Capiaumont, cet écrit ne devrait plus être attribué à Éloy, selon F. A. Sondervorst.